# The Smile Sessions
Pour les articles homonymes, voir smile.
Albums de The Beach Boys
Stars and Stripes Vol. 1
(1996) That's Why God Made the Radio
(2012)
The Smile Sessions est un coffret des Beach Boys sorti en 2011. Il retrace les sessions d'enregistrement de l'album Smile, qui devait être le douzième album studio du groupe et le successeur de Pet Sounds, mais fut abandonné avant d'être achevé.

## Historique
L'histoire du projet d'album Smile est assez chaotique. Si, depuis les débuts du groupe, Brian Wilson en était le compositeur et producteur attitré, il concoctait initialement des titres formatés, simples dans leur structure et légers au niveau des thématiques ; mais à partir de Pet Sounds, sorti en mai 1966, il impose sa vision de créateur, reléguant les autres membres au rang d'exécutants. Pet Sounds déroute le public et se vend moins que les albums précédents, mais rencontre un très bon accueil critique (qui s'amplifiera par la suite, l'album étant désormais considéré comme un des tout meilleurs de l'histoire de la musique pop/rock). L'album est en effet d'une tonalité radicalement différente de celle des précédentes chansons du groupe, abordant (au travers des textes écrits par Tony Asher) des thèmes comme la difficulté de devenir adulte, le sentiment d'inadaptation à la vie en société, la nostalgie de l'enfance ; même une chanson d'amour comme God Only Knows est traitée avec une ferveur inconnue jusqu'alors et une perfection dans les harmonies vocales qui transcendent ce thème rebattu. 
Fin 1966 sort Good Vibrations, un titre plus léger thématiquement mais d'une complexité de composition et de production sans précédent. Brian Wilson, engagé depuis plusieurs années dans une intense rivalité artistique avec les Beatles, veut aller encore plus loin, et ambitionne de créer rien moins qu'une « symphonie adolescente adressée à Dieu ». Il s'adjoint en outre les services du parolier Van Dyke Parks, connu pour ses textes riches en jeux de mots et images audacieuses, à la limite de l'abstraction, avec qui il écrit une histoire stylisée des États-Unis d'Amérique ou encore une suite consacrée aux quatre éléments, marquant une nouvelle rupture avec les œuvres précédentes, un nouveau degré d'ambition artistique.
Mais il est de plus en plus incompris au sein du groupe, des dissensions croissantes l'opposent aux autres membres (ainsi qu'aux responsables de la maison de disques Capitol qui s'impatientent tandis que la sortie est maintes fois repoussée), les sessions d'enregistrement s'enlisent, il est peu à peu dépassé par l'ampleur et la complexité de son projet, tandis que sa fragilité psychologique latente est accentuée par sa prise importante de drogues ; finalement, au printemps 1967, après des mois de travail exténuant dans cette ambiance délétère, Brian finit par craquer et tout abandonner, sombrant dans une sévère dépression. 
Quelques morceaux parmi les plus avancés sont publiés sur Smiley Smile, album assemblé en catastrophe après la défection de Brian Wilson (notamment le très complexe Heroes and Villains), tandis que d'autres seront finalisés tant bien que mal et inclus hasardeusement à des albums ultérieurs (notamment Surf's Up, sur l'album du même nom sorti en 1971). Ces sorties successives, diluées, n'offrent qu'un pâle reflet du chef-d'œuvre annoncé. Ce fiasco déçoit le public et amorce le déclin du groupe, qui ne retrouvera jamais le prestige de ces années-là, tandis que Smile acquiert une dimension mythique, devenant le plus célèbre des albums jamais sortis, et faisant l'objet de nombreux enregistrements pirates, quelques fans consciencieux s'évertuant à le restituer tel qu'il aurait dû advenir à partir des titres officiellement publiés et des ébauches ayant fuité.

## Genèse et abandon
Brian Wilson, compositeur et producteur des Beach Boys, dont il est en outre le bassiste et l'un des chanteurs, désire changer drastiquement la direction artistique du groupe, s'inspirant du succès de Good Vibrations en 1966 (numéro un aux États-Unis, plus d'un million de 45 tours vendus), et du triomphe critique réservé à Pet Sounds, lequel, en dépit d'un succès commercial inférieur à celui des albums précédents, termine tout de même à la dixième place des ventes aux États-Unis pour l'année 1966. Il envisage Smile comme un album expérimental, un album-concept, devant dépasser Sgt. Pepper's Lonely Hearts Club Band des Beatles, ou du moins être la réponse américaine définitive aux quatre britanniques (de même que Pet Sounds avait été sa réponse à Rubber Soul),. Il s'adjoint les services d'un nouveau parolier, par ailleurs arrangeur et compositeur, en la personne de Van Dyke Parks, et recrute des musiciens de studio professionnels pour assister le groupe dans la réalisation de compositions à la sophistication orchestrale inédite. Les Beach Boys participent a plus de 80 sessions d'enregistrement dans le but de produire 20 morceaux. La plus ancienne séance préparatoire remonte au 15 octobre 1965, mais la plupart s'étalent de février 1966 à mai 1967.
Toutefois, tout au long du processus de création, les problèmes s'accumulent. Les Beach Boys sont alors sous contrat chez Capitol Records et un album est attendu pour début 1967. Mike Love, l'un des membres du groupe, a déjà manifesté de fortes réticences lors de la genèse de Pet Sounds (il n'a contribué en tant qu'auteur qu'à un morceau de cet album), avant de se résoudre à passer outre. Quand Brian Wilson remet au groupe un projet de maquette au printemps 1966, Mike se montre de nouveau réfractaire. Les retards s'accumulent. Brian appelle son projet « a pocket symphony » (une symphonie de poche) et conçoit trois voire quatre « mouvements » au sein du disque, basés sur quatre éléments fondamentaux (feu, eau, terre, air). Les pressions commerciales d'échéance commencent à se faire sentir dès les semaines suivant la sortie de Pet Sounds. Brian est sommé de produire des singles capables de maintenir le groupe au sommet des charts. Perfectionniste, il rétorque qu'il ne se sent pas prêt, que le projet Smile doit être parfait sinon rien. Mais il produit tout de même, durant l'été 1966, un titre d'une tonalité légère mais d'une prodigieuse complexité : il s'agit de Good Vibrations, dont la composition est étalée sur 22 séances en studio. Enregistré avec des paroles de Mike Love (en remplacement du texte original de Tony Asher), la chanson sort en octobre de cette année et qui devient un succès mondial. Brian décide alors de donner au projet Smile le même esprit, avec des morceaux faits de ruptures de rythmes et de sons expérimentaux, le tout dans une atmosphère résolument positive, voire mystique. Le binôme Brian Wilson / Van Dyke Parks conçoit notamment l'album comme un véritable voyage, joyeux et cosmique, de Plymouth Rock (Massachusetts) à Diamond Head (Hawaï), les deux points extrêmes du littoral nord-américain, liant tous les morceaux entre eux par des petites compositions intercalées.
Au moment de l'élaboration du concept, durant l'été 1966, Brian décide en outre de changer radicalement sa manière de vivre : il devient végétarien (d'où le morceau Vega-Tables) et retrouve goût au sport ; plus étrangement, il installe un bac à sable dans son salon, dans lequel il compose avec Van Dyke, et une tente arabe dans son jardin où il consomme énormément de haschish.
Les premiers enregistrements ont lieu au Gold Star Studios (en), sessions durant lesquelles Brian se montre de plus en plus exigeant, mettant une grosse pression sur l'ensemble du personnel, modifiant presque à chaque séance ce qui a été bouclé lors de la précédente. Le producteur David Anderle (en) lui donne au début pleinement sa confiance, galvanisé par les ventes de Good Vibrations qui dépassent en novembre 1966 le million d'exemplaires vendus. Sur le plan critique, Brian reçoit alors les hommages de Leonard Bernstein dans une émission de télévision sur CBS News, où Brian apparaît et joue seul au piano le titre Surf's Up, prévu pour figurer sur Smile. Pendant ce temps-là, les autres membres des Beach Boys sont en tournée mondiale ; à leur retour d'Angleterre, triomphants, ils découvrent avec scepticisme le travail de production de Brian et tous ses arrangements. Ils rejettent le projet en bloc, Mike Love en tête, et le conflit devient inévitable. Pourtant, durant les cinq premiers mois de l'année 1967, Brian tente de les intégrer sur le plan vocal et instrumental aux pistes pré-arrangées en studio avec Van Dyke, mais il se montre épouvantable, blessant, agressif. Cette période est aussi le point d'orgue de sa rivalité artistique avec les Beatles : en Angleterre, les premiers singles de l'album St. Pepper's se font entendre (l'album sortira le 1er juin), Capitol Records et David Anderle accroissent la pression sur le groupe, exigeant que l'album sorte au plus tard en novembre 1967 (comme le veut le contrat) ce qui va se révéler impossible.
Découvrant le nouveau son des Beatles et sombrant dans une sorte de panique puis de dépression et d'atonie, accumulant les problèmes relationnels avec ses comparses, Brian Wilson se montre incapable de boucler la production de Smile et, le 2 juin 1967, oppose à Capitol Records un mutisme absolu. Par ailleurs les Beach Boys déclenchent un procès en mars 1967, réclamant des avances sur recettes non versées par Capitol, pour un montant de 225 000 dollars. David Anderle et Van Dyke Parks jettent l'éponge et quittent le projet. La production harcèle Brian Wilson et le conjure de boucler le projet, tandis que les autres membres du groupe peinent à comprendre ce projet qu'ils jugent étrange, et trop éloigné de l'esprit des Beach Boys. Une rumeur persistante accrédite la thèse d'un Brian Wilson ayant sombré dans la folie et les drogues dures. En réalité, c'est sous la pression d'en finir avec ce projet qui lui échappe — et dont l'esprit originel semble se diluer à force de ne pas fédérer les énergies — et parce qu'il ne veut pas se fâcher avec le groupe, qu'il sombre dans la maladie, qui prend la forme d'une paranoïa maniaco-dépressive. Il mettra dix ans à s'en remettre sur le plan personnel, avant de produire Love You, le vingt-et-unième album du groupe (1977), et gardera durablement une grande fragilité émotionnelle.
Bien que sa sortie imminente ait été annoncée à plusieurs reprises, et bien que 400 000 pochettes aient déjà été imprimées (avec le titre « SMiLE », sous-titré trois fois « Good Vibrations », et un graphisme conçu par le dessinateur Frank J. Holmes (en) représentant une boutique vendant d'improbables objets en forme de sourire), Smile est définitivement annulé. Le 3 juin, les autres membres du groupe se réunissent dans le studio de production aménagé dans la maison de Brian et commencent à composer l'album Smiley Smile qui est bouclé le 14 juillet, avec une production et une approche minimalistes. Entre-temps, le 24 juin sort dans les bacs le single de la chanson Heroes and Villains, qui ouvrira l'album ; rescapé des sessions de Smile, ce morceau proche d'être finalisé en est aussi l'un des plus sophistiqués, donnant un aperçu de ce qu'aurait été l'album avorté. Smiley Smile est le premier album du groupe pour lequel les crédits de productions sont attribués à « The Beach Boys », et non plus à Brian Wilson. Dès le mois de septembre, les musiciens retournent en studio, et l'album Wild Honey sort chez Capitol Records au mois de décembre 1967.
Des bandes enregistrées lors des sessions de Smile ont circulé dans les années 1970, et plusieurs fans ont édité leur version de l'album, procédant à des montages plus ou moins artisanaux à partir des sources disponibles et des maigres informations ayant fuité quant à l'agencement prévu des titres, visant à restituer au mieux l'album tel que l'aurait voulu Brian Wilson. (Il circule ainsi encore aujourd'hui sur Internet des versions pirates avec des titres tels que « Smile (true 1967 album) », mais aucun n'a jamais été officiellement reconnu par le groupe.) Une sélection de titres des sessions de Smile sont publiés officiellement en 1993 sur le coffret en 5 CD Good Vibrations, retraçant la carrière des Beach Boys.
En 2002, après plusieurs décennies d'errance personnelle et de rares productions musicales au succès limité, Brian Wilson est revigoré par l'accueil critique triomphal d'une série de concerts exceptionnels au cours desquels il a réinterprété l'intégralité de Pet Sounds, avec les Wondermints, un groupe de musiciens talentueux et dévoué, doté d'une instrumentation suffisamment riche pour reproduire sur scène les raffinements de ses compositions. C'est alors qu'il décide, 35 ans après les sessions d'enregistrement originales, de revisiter le projet Smile. Il retravaille et réinterprète les bandes originales, ce qui se concrétise d'abord par un concert donné au Royal Festival Hall le 24 février 2004, suscitant des commentaires dithyrambiques. Cette collaboration aboutit enfin à un album studio, qui sort en octobre 2004 sous le titre Brian Wilson Presents: Smile.

## Conception deThe Smile Sessions
En 2011 l'album The Smile Sessions est édité, à partir des enregistrements originaux, remixés sous la supervision de Brian Wilson. Les bandes utilisées datent pour la plupart de 1967, quelques essais sont antérieurs, aucun nouvel enregistrement n'est effectué (à part quelques voix ajoutées en 1971 et 2010). L'album était alors considéré par Brian comme inachevable. Il contient seulement une partie de l'album originellement prévu, à savoir les prises auxquelles les Beach Boys ont participé, avec les pistes incluant le travail des musiciens de studio. Le travail de mixage et de postproduction a été très important, par exemple, la chanson Surf's Up, produite en juin 1971, a été remastérisée avec de nouvelles voix en 2010. 
Il est disponible sous trois formes :
- le CD : The Beach Boys Smile
- un coffret comprenant deux CD : l'album Smile Sessions et un CD reprenant quelques sessions supplémentaires, un livret, un poster et un accroche cœur Smile.
- un coffret (édition limitée) The Smile Sessions format 30 cm comprenant cinq CD contenant, en plus de l'album, un grand nombre de prises réalisées à l'époque, deux vinyles 30 cm, deux simples et un livret.

## Comparaison avec l'album de Brian Wilson
Les deux enregistrements reprennent le même matériel. Sur l'album remixé / remasterisé de 2011, les membres des Beach Boys alors âgés de 20 à 25 ans chantent accompagnés de musiciens de studio ; tous sont compétents mais souvent déroutés voire irrités par le caractère imprévisible du matériel sans cesse remodelé, donnant à certains passages un caractère erratique. Tandis que l'album de 2004 est enregistré par Brian Wilson alors âgé de 62 ans, aux capacités vocales diminuées, mais entouré de musiciens plus matures et disciplinés, voire dévoués, désireux de donner la meilleure interprétation possible d'un album devenu légendaire, ayant de surcroît une idée précise de la direction artistique de chaque morceau, produisant un résultat globalement plus propre et focalisé.

## Smile
Toutes les chansons sont écrites par Brian Wilson et Van Dyke Parks, sauf indication contraire.

### Premier mouvement
| No | Titre                                                   | Auteur                                         | Chant principal                                                               | Durée |
| -- | ------------------------------------------------------- | ---------------------------------------------- | ----------------------------------------------------------------------------- | ----- |
| 1. | Our Prayer                                              | Brian Wilson                                   | groupe                                                                        | 1:05  |
| 2. | Gee                                                     | William David, Morris Levy                     | groupe                                                                        | 0:51  |
| 3. | Heroes and Villains                                     |                                                | B. Wilson (chant), Al Jardine (chœur), M. Love, groupe                        | 4:52  |
| 4. | Do You Like Worms (Roll Plymouth Rock)                  |                                                | groupe                                                                        | 3:35  |
| 5. | I'm in Great Shape                                      |                                                | B. Wilson                                                                     | 0:28  |
| 6. | Barnyard                                                |                                                | B. Wilson                                                                     | 0:48  |
| 7. | My Only Sunshine (The Old Master) / You Are My Sunshine | Haven Gillespie/Jimmie Davis, Charles Mitchell | Dennis Wilson                                                                 | 1:55  |
| 8. | Cabin Essence                                           |                                                | Carl Wilson (chant), groupe (chœur), Dennis Wilson (2e chœur), M. Love (coda) | 3:30  |

### Deuxième mouvement
| No | Titre                      | Auteur       | Chant principal                                          | Durée |
| -- | -------------------------- | ------------ | -------------------------------------------------------- | ----- |
| 1. | Wonderful                  |              | B. Wilson                                                | 2:04  |
| 2. | Look (Song For Children)   | Brian Wilson | groupe                                                   | 2:31  |
| 3. | Child Is Father of the Man |              | groupe                                                   | 2:10  |
| 4. | Surf's Up                  |              | B. Wilson (sections 1 & 2), C. Wilson, A. Jardine (coda) | 4:12  |

### Troisième mouvement
| No | Titre                             | Auteur                   | Chant principal                                   | Durée |
| -- | --------------------------------- | ------------------------ | ------------------------------------------------- | ----- |
| 1. | I Wanna Be Around/Workshop        | Johnny Mercer, B. Wilson | instrumental                                      | 1:23  |
| 2. | Vega-Tables                       |                          | A. Jardine, B. Wilson (coda)                      | 3:49  |
| 3. | Holiday                           | B. Wilson                | instrumental                                      | 2:32  |
| 4. | Wind Chimes                       | B. Wilson                | C. Wilson                                         | 2:06  |
| 5. | The Element: Fire (O'Leary's Cow) | B. Wilson                | groupe                                            | 2:35  |
| 6. | Love to Say Dada                  | B. Wilson                | B. Wilson                                         | 2:32  |
| 7. | Good Vibrations                   | B. Wilson, Mike Love     | C. Wilson (chant), M. Love (chœur & pont), groupe | 4:15  |